# SKIN 短編
『SKIN 短編』（スキン たんぺん、Skin）は、2018年のアメリカ合衆国の短編ドラマ映画。監督はガイ・ナティーヴ、出演はダニエル・マクドナルド、ジャクソン・ロバート・スコット、ジョナサン・タッカーなど。人種差別主義者の男とその妻子の悲劇的な運命を描いている。
第91回アカデミー賞で短編映画賞を受賞した。
同じく2018年にナティーヴ監督の長編映画『SKIN/スキン』が公開され、同じく人種差別主義を題材とし、ダニエル・マクドナルドが本作に続いて出演しているが、ストーリーにつながりは無い。
日本では2020年6月26日より一部劇場で長編『SKIN/スキン』と併映され、またブラック・ライヴズ・マター運動の高まりを受けて2020年6月12日18時から18日にかけて公式ウェブサイトで無料配信されている。

## ストーリー
とある一家が友人らと共に湖を訪れる。一同は皆入れ墨をしており、それにより彼らがネオナチであることが示唆されている。ジェフリー（ジョナサン・タッカー）は息子のトロイ（ジャクソン・ロバート・スコット）が射撃でターゲットに命中できるかどうかで賭けをする。トロイはターゲットを撃ち、ジェフリーは賭けに勝つ。
トロイの一家はスーパーに向かう。サッカー台でトロイは玩具を持っているアフリカ系の男性のジェイディー（アシュリー・トーマス）と目が合い、2人は微笑み合う。だがそれに気付いたジェフリーは息子が因縁をつけられていると言いがかりをつけ、人種差別的な暴言を浴びせる。ジェイディーは問題があるのはジェフリーであると反論した後に立ち去る。ジェフリーは仲間たちとともに、駐車場でジェイディーに暴行を行った。車に乗っていたジェイディーの妻は警察に通報する。トロイはその一部始終を店から目にする。
後日、遊びから帰るジェフリーとトロイは道中を塞ぐバンと遭遇する。ジェフリーがバンに近づくと彼は黒人グループにより拉致される。ジェフリーはどこかのガレージに監禁され、数日以上にわたり入れ墨を施される。
数日後、ジェフリーは裸で自宅近くの道に放置される。彼は窓に映った自分の姿を見て全身に真っ黒な入れ墨が施されていることに気付く。なんとか自宅にたどり着いたが、トロイの母クリスタ（ダニエル・マクドナルド）は彼を不審者であると思い、拳銃を手にして通報する。ジェフリーが強引に家に入るとクリスタは出て行くように警告する。ジェフリーが自分が夫であることを伝えるとクリスタは武器を捨てたが、その直後に銃声が鳴り響き、ジェフリーは倒れ込む。彼の後ろにはライフルを持ったトロイが立っていた。